# آرون نتراوالی
آرون نتراوالی (انگلیسی: Arun Netravali؛ زادهٔ ۲۶ مهٔ ۱۹۴۶) دانشگاهی اهل هند است.
وی همچنین برندهٔ جوایزی همچون مدال الکساندر گراهام بل آی‌تریپل‌ئی، عضو پیوسته انجمن مهندسان برق و الکترونیک، و مدال ملی فناوری و نوآوری شده‌است.